# ワーフェデール
ワーフェデール（WHARFEDALE）とは、イギリスのブラッドフォードとその近郊に本社を置く高級オーディオメーカーであり、専らスピーカー専業メーカーとして知られる。名称は創業地の地名に因む。

## 概略
1932年、ギルバート・Ａ・ブリックスによって創業。当初はラジオ用のラウドスピーカーなどのオーディオ機器を製作していた。1950年には2ウェイスピーカーを製作、その性能の良さを披露するためロンドンのフェスティバルホールやニューヨークのカーネギーホールにて、生演奏と自社のスピーカーシステムを聴き比べさせるデモンストレーションを行い、大きく知名度を得ることになる。
なお、ギルバート・ブリックスは1948年に著したスピーカー設計理論書でも知られ、自身も名うてのピアニストであった。
ワーフェデールは、その後に企業拡大し、1967年には「Denton」シリーズ、1981年には今日に至る主力ブランド「Diamond」シリーズをリリースする。日本では1950年代から三洋電機が輸入販売を行っていたものの、知名度に大きく劣り販売で苦戦を強いられた過去があり、何度か輸入が途絶えたり代理店が変わったりしているが、2002年よりロッキーインターナショナルがオーディオ製品の販売を担っており、オーディオファンから一定の支持を得ている。特に2010年に販売されたDIAMOND10.1は世界でヒットし、日本でも大きく名が売れるきっかけとなった。
海外ではホームシアター用スピーカーやイヤースピーカーなども販売している。

## 主なブランド
- REVA
- DIAMOND
- DENTON
- Airedale Heritage